# Елльгофен
Елльгофен (нім. Ellhofen) — громада в Німеччині, знаходиться в землі Баден-Вюртемберг. Підпорядковується адміністративному округу Штутгарт. Входить до складу району Гайльбронн.
Площа — 5,86 км2. Населення становить 3738 ос. (станом на 31 грудня 2020).

## Уродженці
- Альфред Арнольд (1888—1960) — німецький політик, бригадефюрер СС.